# Újszilvás
Újszilvás è un comune dell'Ungheria di 2.663 abitanti (dati 2001) situato nella contea di Pest, nell'Ungheria settentrionale.